# Potamocoris parvus
Potamocoris parvus – gatunek wodnego pluskwiaka z podrzędu różnoskrzydłych i rodziny Potamocoridae.

## Taksonomia
Gatunek ten opisany został w 1941 roku przez Herberta Barkera Hungerforda.

## Opis
Ciało długości około 2,8 mm. Ubarwienie ceglaste z jaśniejszymi znakami na półpokrywach. Czułki i odnóża prześwitujące z zielonkawym zabarwieniem. Przednia krawędź głowy silnie wyciągnięta ku przodowi między oczami. Przestrzeń między oczami 1,3 lub mniej razy tak szeroka jak oko złożone. Największa szerokość przedplecza wynosi 3,5 jego długości mierzonej przez jego środek. Przykrywka niewyciągnięta ku tyłowi wzdłuż brzegów bocznych.

## Rozprzestrzenienie
Neotropikalny gatunek wykazany z Argentyny, Paragwaju i południowo-wschodniej Brazylii